# Junior, pianta mordicchiosa
Junior, pianta mordicchiosa (Little Shop) è una serie televisiva animata statunitense del 1991, sviluppata da Mark Edward Edens e Ellen Levy.
La serie è ispirata al musical Off-Broadway La piccola bottega degli orrori, che a sua volta era basata sul film omonimo del 1960 diretto da Roger Corman. La serie è stata trasmessa per la prima volta negli Stati Uniti su Fox Kids dal 7 settembre al 30 novembre 1991, per un totale di 13 episodi ripartiti su una stagione. In Italia è stata trasmessa su Italia 1 dal 1994.
La proprietà della serie è passata alla Disney nel 2001, quando la Disney ha acquisito Fox Kids Worldwide, che include anche Marvel Productions.

## Trama
Seymour Krelborn è un adolescente che lavora in un negozio di fiori e che possiede una pianta carnivora di nome Junior. La pianta, nata da un seme di 200 milioni di anni fa, ha la capacità di parlare e ipnotizzare le persone.

## Episodi
| Stagione       | Episodi | Prima TV USA | Prima TV Italia |
| -------------- | ------- | ------------ | --------------- |
| Prima stagione | 13      | 1991         | 1994            |

## Personaggi e doppiatori
- Junior, voce originale di Buddy Lewis e Terry McGee (canto), italiana di Pietro Ubaldi.
- Seymour Krelborn, voce originale di Marlow Vella e Jana Lexxa (canto), italiana di Davide Garbolino.
- Mr. Mushnik, voce originale di Harvey Atkin e Michael Rawl (canto).
- Audrey Mushnik, voce originale di Tamar Lee e Jennie Kwan (canto), italiana di Lara Parmiani.
- Paine Driller, voce originale di David Huband e Mark Ryan-Martin (canto).